# Contea di Merredin
La contea di Merredin è una delle 43 local government areas che si trovano nella regione di Wheatbelt, in Australia Occidentale. Essa si estende su di una superficie di circa 3.372 chilometri quadrati ed ha una popolazione di 3.630 abitanti.